# Der Engel, der seine Harfe versetzte
Der Engel, der seine Harfe versetzte ist eine deutsche Filmkomödie aus dem Jahr 1959. Kurt Hoffmann inszenierte den Schwarzweißfilm, der auf dem gleichnamigen Roman (Originaltitel: The Angel Who Pawned Her Harp) von Charles Terrot basiert. Die Uraufführung fand am 12. Februar 1959 im Filmtheater Weltspiele in Hannover statt.

## Handlung
Der graue Alltag des alten Pfandleihers Josua Webmann und seines Lehrlings Klaas Henning bietet wenig Besonderes. Da ist zum Beispiel die pummelige und stets bonbonlutschende Elise Feuerhake. Klaas mag sie nicht. Elises Mutter hätte ihn aber allzu gerne als Schwiegersohn. Plötzlich erleben Klaas Henning und Josua Webmann ein kleines Wunder. Ein wahrhaft überirdisch liebliches Mädchen, das auf Urlaub in die Stadt gekommen ist und sein Geld verloren hat, betritt den Laden und möchte eine große goldene Harfe beleihen. Als sich das reizende Wesen auch noch für Webmanns Spieldosensammlung interessiert, willigt der Pfandleiher ein und beleiht das Instrument mit 250 Mark.
Am Abend besucht Klaas den „Jugendclub für Bildung und Wissen“, bei dem es sich in Wahrheit um einen Tanzclub handelt. Klaas, der bisher eine eher unscheinbare Rolle spielte, wird unerwartet zum Helden des Tages. Das bezaubernde Harfenmädchen ist seiner Einladung in den Club gefolgt und tanzt mit ihm. Von da an interessiert sich auch die attraktive Lissy für ihn. Der Abend droht jedoch ein trauriges Ende zu nehmen, als Polizei-Reviervorsteher Haverkamp, Lissys Vater, erscheint, um den Club wegen Ruhestörung auszuheben. Klaas kann das Unglück durch eine pfiffige Ausrede abwenden. Zur gleichen Zeit streiten Josua Webmann und sein Freund Hinrich Prigge, ein soeben abgemusterter Schiffskoch, im Wirtshaus „Zum Goldenen Lamm“ über das rätselhafte Mädchen mit der Harfe. Während Prigge davon überzeugt ist, dass es sich dabei um einen Engel handelt, bangt Webmann um die Leihsumme, die er in seiner Verzückung herausrückte. Da werden die beiden von einem gewissen Herrn Parker angesprochen. Der Fremde handelt mit Musikinstrumenten und bekundet zu Webmanns Beruhigung auch Interesse an der Harfe. Hinrich Prigges Augenmerk gilt unterdessen der Wirtin Gerda Petersen. Die beiden sind einander zwar sehr zugeneigt. Eine echte Annäherung scheitert aber an Hinrichs Weigerung, sich dauerhaft sesshaft zu machen.
Der Instrumentenhändler Parker erscheint am nächsten Morgen in der Pfandleihe und stellt fest, dass die Harfe von hohem Wert ist. Wenn Webmann das Instrument für 2000 Mark erwerben könnte, würde Parker sie ihm für 2700 Mark abkaufen. Webmann ist von dem geplanten Geschäft begeistert und setzt sich zur Sicherheit mit dem amtlichen Schätzer Liebesam in Verbindung. Abends geschehen weitere Wunder: Klaas geht mit Lissy Haverkamp aus und küsst sie. In der Pfandleihe taucht der Engel auf, um Josua Webmann und Hinrich Prigge mit seinem Harfenspiel zu bezaubern.
Doch am folgenden Tag ist der Engel samt Harfe verschwunden. Gerade als Webmann den Reviervorsteher Haverkamp alarmiert, um eine Fahndung nach der Betrügerin einzuleiten, ist das geheimnisvolle Wesen wieder zur Stelle und zahlt die Leihsumme zurück. Von Webmanns Vorschlag, ihr die Harfe für 2000 Mark abzukaufen, will das Mädchen allerdings nichts wissen. So kommt auch der amtliche Schätzer nicht mehr dazu, das Instrument zu begutachten. Auch Parker zeigt sich über das geplatzte Geschäft enttäuscht, da es sich offensichtlich um eine besonders kostbare Harfe im Wert von 10.000 Mark handelt. In der Zwischenzeit kommt es zwischen Klaas und Lissy zu einem Zerwürfnis, weil sich Klaas noch immer nicht von den Fittichen seiner überbesorgten Mutter und ihrer Busenfreundin Frau Feuerhake gelöst hat. Kurze Zeit später taucht der Engel bei Reviervorsteher Haverkamp auf und bittet ihn, die Harfe einige Tage in seine Obhut zu nehmen.
In der Nacht sucht ein Einbrecher die Pfandleihe heim. Webmann, Prigge und Klaas werden von dem Unbekannten niedergeschlagen und landen im Krankenhaus. Sie ahnen nicht, dass es sich bei dem Ganoven um den Instrumentenhändler Parker handelt. Im Krankenhaus träumen die drei Verletzten nacheinander von dem zauberhaften Engel, der sie auf ihre bisher verpassten Lebensziele aufmerksam macht. Tatsächlich gewinnt ein jeder mehr Klarheit über sich und tritt nun deutlich mutiger auf. Klaas sagt seiner Mutter und Frau Feuerhake endlich die Meinung. Abends kommt es sowohl zur Versöhnung zwischen Klaas und Lissy als auch zur Verlobung zwischen Hinrich Prigge und Gerda Petersen. Schließlich erscheint der Engel noch einmal in der Pfandleihe. Diesmal gelingt es Webmann, ihr die Harfe für 2000 Mark abzukaufen. Webmanns Freude wird allerdings sehr bald von Schätzer Liebesam zunichtegemacht. Das Instrument ist nur 800 Mark wert. Dafür jedoch erweist sich eine Spieluhr als 1000 Mark wert und sein Verlust ist dadurch geringer. Den vermeintlichen Engel als echt oder nicht zu sehen, bleibt dem Zuschauer überlassen.

## Entstehungsgeschichte

### Vorgeschichte
Der Regisseur Kurt Hoffmann befand sich in der zweiten Hälfte der 1950er Jahre auf dem Höhepunkt seiner Karriere. Mit Das Wirtshaus im Spessart und Wir Wunderkinder kamen 1958 gleich zwei Filme des Regisseurs in die Kinos, die sowohl das Publikum als auch die Kritiker begeisterten. Dieser positiven Entwicklung standen die ersten Anzeichen einer Kinokrise, die hohen Erwartungen der Filmproduzenten sowie die gestiegenen Gagen namhafter Schauspieler gegenüber. So beschlossen Kurt Hoffmann und Filmproduzent Georg Witt, mit ihrem nächsten Projekt, Der Engel, der seine Harfe versetzte, neue Wege zu beschreiten. Durch zahlreiche Anpassungen bei der Produktion sollten sich die Herstellungskosten des Films auf 480.000 DM (aktuell etwa 1.360.000 Euro) beschränken. Kurt Hoffmann äußerte sich folgendermaßen zu seinen Plänen: „Ich werde zehn Tage gründlich proben. Und dann wird in 20 Tagen abgedreht. […] Nur ein einziges Rezept habe ich – ich mache immer heitere Filme. Sonst aber wird der Engel wieder etwas ganz anderes werden als meine letzten Filme.“

### Drehbuch
Das Drehbuch zu dem Film Der Engel, der seine Harfe versetzte stammte aus der Feder der namhaften Autoren Heinz Pauck und Günter Neumann. Es basiert auf dem gleichnamigen, von Charles Terrot verfassten Roman (Originaltitel: The Angel Who Pawned Her Harp), der erstmals 1951 von der BBC als Fernsehfilm und ein weiteres Mal 1956 als britische Kinoproduktion verfilmt worden war. Beide Adaptionen waren allerdings nicht in Deutschland zu sehen.

### Besetzung
Ein beträchtlicher Teil der Produktionskosten konnte durch den Verzicht auf berühmte Filmstars gesenkt werden. Die komplette Besetzung des Films besteht aus Nachwuchsdarstellern beziehungsweise aus Schauspielern, die bis dahin nur in Nebenrollen oder auf der Bühne zu sehen waren. Die Gagen der Darsteller und Komparsen beliefen sich insgesamt auf weniger als 100.000 DM (heute ca. 280.000 Euro).

### Produktion

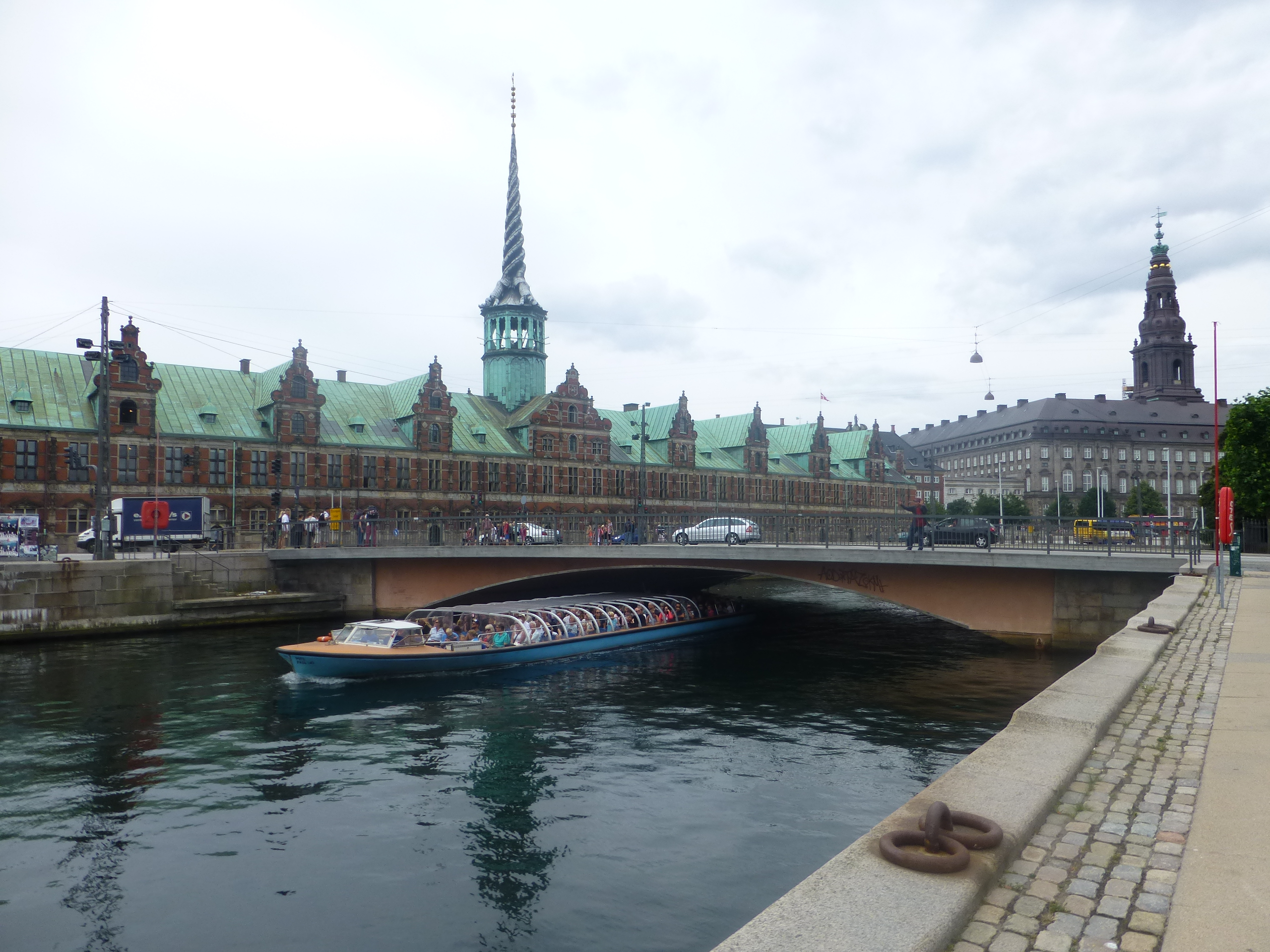
In mehreren Außenaufnahmen ist die Alte Börse in Kopenhagen als markanter Hintergrund zu sehen.

Die Dreharbeiten fanden von November bis Dezember 1958 statt. Die Innenaufnahmen drehte man in den Hallen 2 und 3 der Bavaria-Filmateliers in Geiselgasteig. Die Außenaufnahmen entstanden in Kopenhagen. Als Kameramann stand Kurt Hoffmann erstmals der Schwede Sven Nykvist zur Seite. Die Filmbauten schuf Johannes Waltz. Ingrid Winter entwarf die Kostüme. Für die Filmtricks war Theo Nischwitz verantwortlich.

### Filmmusik
Die Filmmusik komponierte Franz Grothe, die Liedtexte schrieb Drehbuchautor Günter Neumann.

## Rezeption

### Veröffentlichung
Die FSK gab den Film am 10. Februar 1959 ab 6 Jahren frei. Am 12. Februar desselben Jahres erfolgte die Premiere im Filmtheater Weltspiele in Hannover. Der Constantin-Filmverleih, der den Film vermarktete, versprach ein „musikalisches Lustspiel“ und einen „Film mit neuen Gesichtern“. Trotz überwiegend positiver Kritiken blieb der kommerzielle Erfolg hinter den Erwartungen zurück. Bei den damals durchgeführten Umfragen des Fachblattes Filmecho/Filmwoche, bei denen die Kinobesitzer die Besucherzahlen einzelner Filme auf einer Skala von 1 (ausgezeichnet) bis 7 (sehr schlecht) bewerteten, schnitt der Film mit der Note 4,5 ab. Zum Vergleich: Die vorherigen Kurt-Hoffmann-Filme Das Wirtshaus im Spessart (1,9) und Wir Wunderkinder (3,2).
Immerhin wurde der Film seit seiner Erstausstrahlung am 19. Oktober 1963 im ZDF oft im Fernsehen gezeigt, wo er viele Zuschauer begeisterte. Im Jahr 2014 erschien der Film erstmals auf DVD.

### Kritiken
„[…] Der Film hat nur wenig Geld gekostet, dafür ist er kostbar. Finanzen allein tun’s nicht. Einfälle muß man haben. Das hat Kurt Hoffmann bewiesen. Das Publikum nahm den Film mit hellem Entzücken auf.“

„[…] Der Film – auf der Ebene überdurchschnittlich guter Unterhaltung liegend – setzt die Reihe der qualitätvollen Kurt-Hoffmann-Lustspiele fort. Wenn dieses auch subtiler geraten ist, so dürfte es doch mit Hilfe einer auf den Erfolg seiner Vorläufer verweisenden Werbung ein breites Publikum ansprechen. Und – was nicht weniger wichtig ist – auch filmvergrämte, anspruchsvolle Kreise werden das Gastspiel des Engels, der seine Harfe versetzte mit Dank und guter Laune quittieren.“

„[…] Der Engel, der seine Harfe versetzte ist – nach unserer Meinung – ein großartiger, poetischer Film geworden. Vielleicht auch Kurt Hoffmanns bisher bestes, weil schwerstes Unterfangen.“

„[…] Auch scheint jede einzelne Szene jeder anderen ebenbürtig: ein Film wie aus einem Guß – ohne Höhepunkte zwar, ohne Steigerungen, fast ohne jede auffällige Besonderheit. Ein Film wie ein Gedicht – optische Poesie aus unseren Tagen, doch überglänzt von ferner Romantik.“

„[…] Insgesamt ein behutsamer Film, dessen leise Pointen es beim Publikum nicht ganz leicht haben anzukommen. Zugegeben, einige Wünsche bleiben offen. Aber stimmen wir Kurt Hoffmann schon deshalb zu, weil er als Erfolgsregisseur immer neue Nuancen qualitätsbemühter Unterhaltsamkeit sucht – und findet!“

„Das optimistisch angelegte, von Schwächen nicht freie Filmmärchen galt dank seiner liebenswerten Fröhlichkeit als eine Besonderheit unter den deutschen Komödien der 50er Jahre.“

## Auszeichnungen
- Filmbewertungsstelle der Länder (FBW) 1959: Prädikat „wertvoll“